# Veckad snödroppe
Veckad snödroppe (Galanthus plicatus) är en växtart i familjen amaryllisväxter.